# Marcos Mini GT

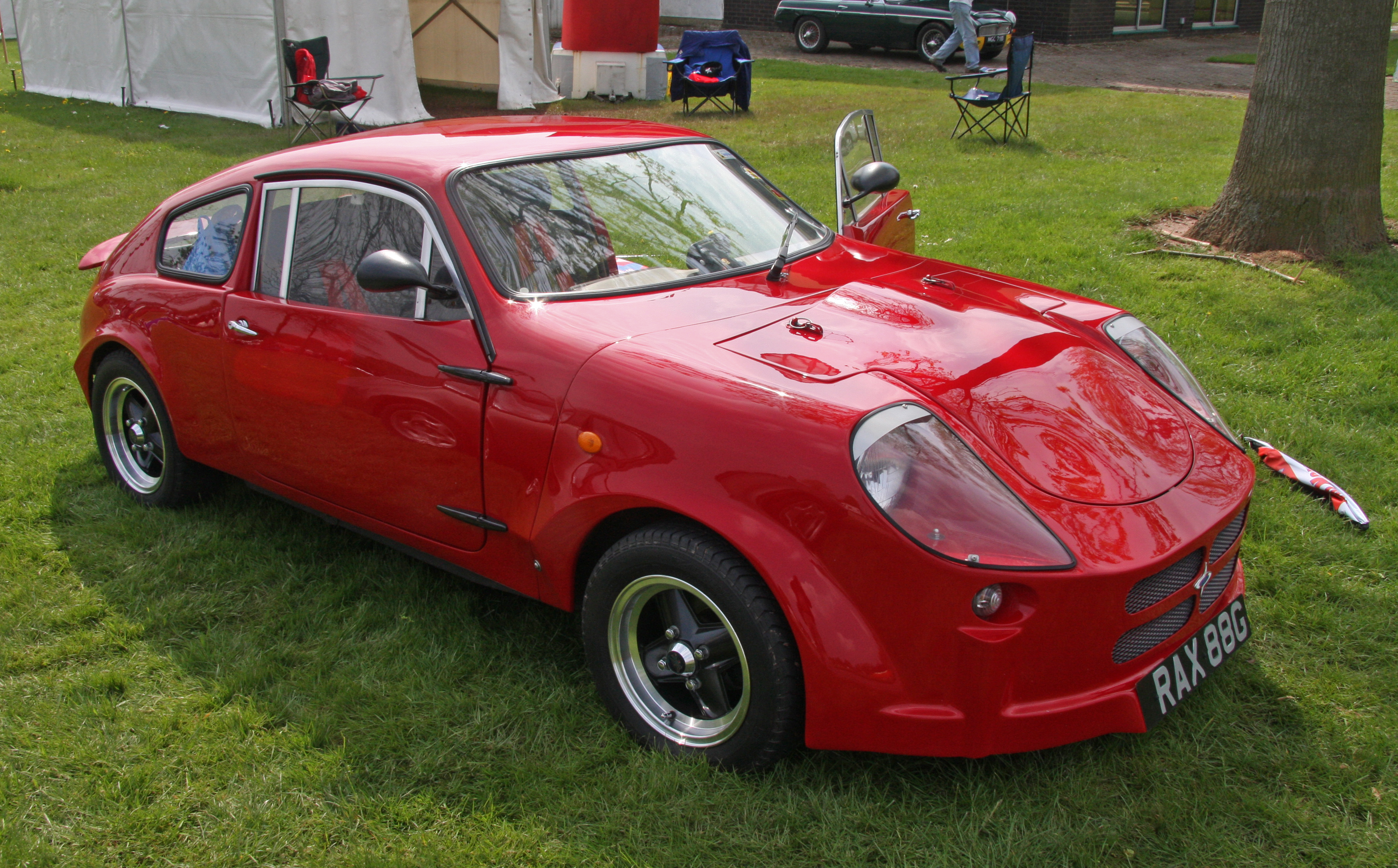
Straßenversion des Marcos Mini

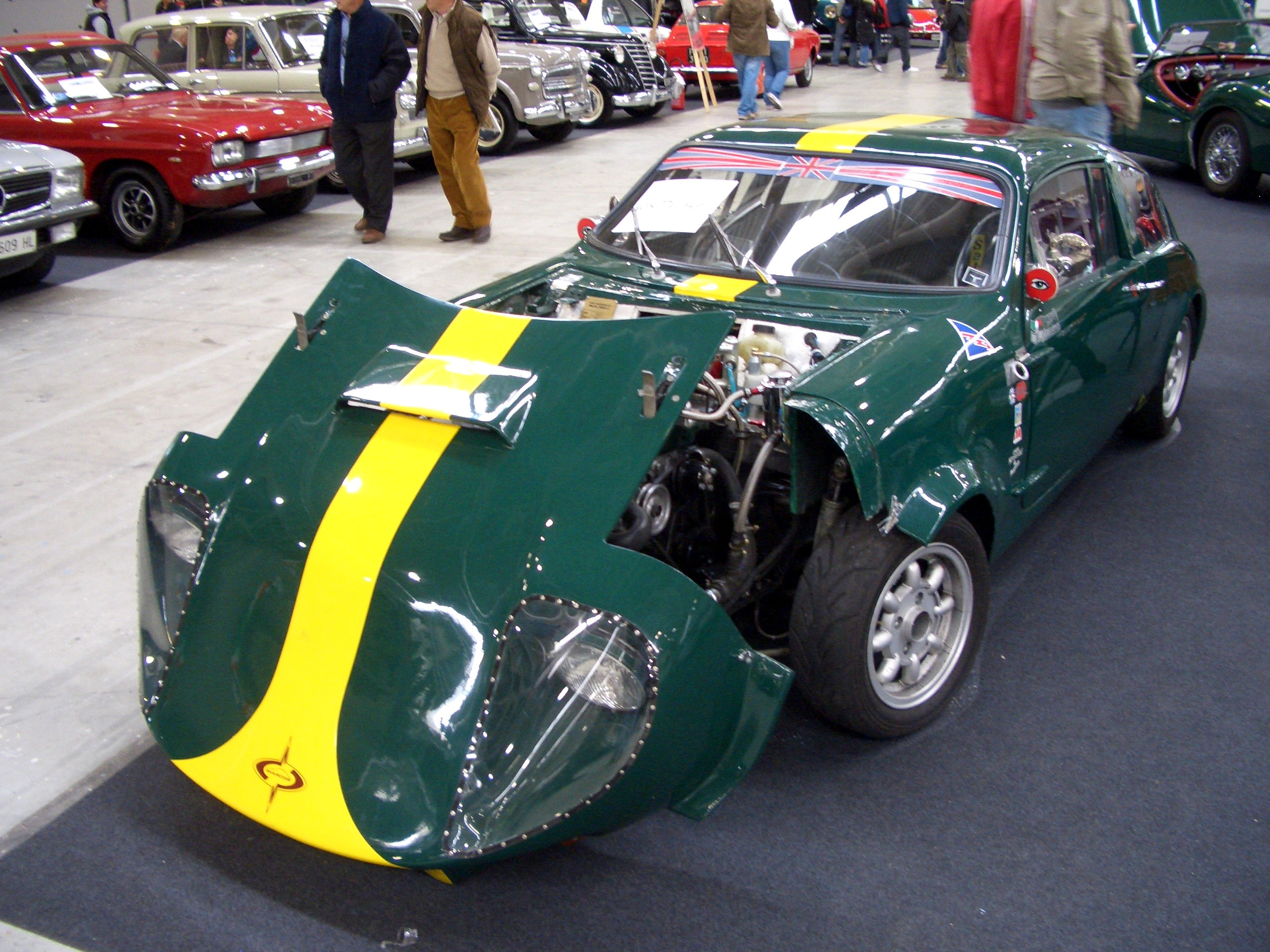
Rennversion

Der Marcos Mini GT war die Rennversion des Marcos Mini, auch Mini Marcos, ein Sportwagen, der von 1965 bis 1970 in limitierter Auflage bei Marcos in Großbritannien gebaut wurde. Zwischen 1974 und 1981 wurde das Fahrzeug in Lizenz beim britischen Karosseriehersteller D & H Fiberglass Techniques produziert, ehe 1991 Marcos wieder die Produktion übernahm und den Wagen bis 1996 auslieferte.

## Entwicklungsgeschichte und Technik
Der Wagen hatte eine wechselvolle Entwicklungsgeschichte hinter sich. Das Konzept für ein kompaktes Coupé, auf der Plattform des Mini, wurde ursprünglich vom britischen Fahrzeugdesigner Dizzy Addicott entwickelt und ging durch mehrere Hände, ehe es bei Jem Marsh, dem Miteigentümer der Automobilmarke Marcos landete. Bei Marcos wurde deren Mini als Kit Car produziert und bekam eine Karosserie aus glasfaserverstärktem Kunststoff.

## Renngeschichte
1966 fragte der französische Rennfahrer und Autohändler Jean-Louis Marnat direkt bei Jem Marsh an, ob es eine Möglichkeit gebe, einen Marcos Mini für das 24-Stunden-Rennen von Le Mans vorzubereiten. Marsh hatte vorerst wenig Interesse an der Idee. Eingefädelt hatte diese der britische Händler Bill Dulles, der Minis nach Frankreich exportierte. Gemeinsam mit Marnat konnte er nach einigen Verhandlungen Marsh von der Seriosität des Projekts überzeugen. Da der Marcos Mini ein Kit Car war und daher in Frankreich montiert werden konnte, und Marcos auf normalem Wege nie eine Einladung zum 24-Stunden-Rennen bekommen hätte, willigte Marsh schließlich ein. Teil des Deals war auch der Vertrieb für Marcos-Fahrzeuge über Dulles in Frankreich.
Der Wagen erhielt, über die guten Kontakte von Dulles, einen neuen BMC-1,3-Liter-4-Zylinder-Motor. Marnat meldete neben sich seinen Landsmann Claude Ballot-Léna als zweiten Piloten sowie Jean-Pierre Jabouille und René Trautmann als Ersatzfahrer. Der ACO akzeptierte die Meldung und nach 24 Stunden Rennzeit war der kleine Marcos das einzige britische Fahrzeug im Ziel und erreichte in den 15. Gesamtrang.
Es war auch die erste Zielankunft für einen Mini GT bei einem Sportwagenrennen. Marnat war als Test für Le Mans gemeinsam mit Jean-Pierre Jabouille beim 1000-km-Rennen von Monza am Start gewesen, konnte sich dort aber nicht klassieren.

## Sportwagenrennen 1967
Angespornt durch den Erfolg von Marnat erschienen in den nächsten Jahren immer wieder Mini GT bei internationalen Sportwagenrennen. 1967 pilotierten beim 1000-km-Rennen auf dem Nürburgring Guy Edwards und Peter Anslow einen Mini GT an die 23. Stelle der Gesamtwertung. Damit lagen sie fünf Ränge hinter dem Werks-Mini GT, der als 18. über die Ziellinie fuhr. Beim Langstreckenrennen in Le Mans fiel der Werks-Mini mit Getriebeschaden aus. Beste Platzierung für einen Mini GT war der neunte Gesamtrang von Jim Marsh bei der Coppa Cittá di Enna 1967.